# Charles-Joseph Compans de Brichanteau
Charles-Joseph Compans de Brichanteau, né à Turin le 13 décembre 1737 et mort à Biella le 25 août 1796, est un ecclésiastique, évêque de Maurienne (1780-1792), puis évêque de d'Acqui (1796).

## Biographie
Charles-Joseph Compans de Brichanteau nait en 1737 à Turin, capitale des États de Savoie, fils de François-Antoine Compans de Brichanteau issu de la lignée des marquis de Nangis.
Il suit des études ecclésiastiques. Il est ordonné prête catholique, le 13 juin 1767.
Il est aumônier et vicaire général de la grande aumônerie à la cour du roi Victor-Amédée III de Sardaigne, où il laisse le souvenir d'un excellent claveciniste. Le chanoine Angley (1846) indique qu'il « aimait la musique et consacrait à cultiver cet art les moments de loisir que lui laissaient les pénibles fonctions de l'épiscopat. Convaincu que lorsqu'elle est employée au culte de Dieu, la musique est très-propre à élever l'âme et à inspirer la piété ». Plus tard, Ch. Rostaing (1955) précise d'ailleurs qu'il était un « habile musicien ». 
Selon l'Indult, le roi Victor-Amédée III le nomme évêque de Maurienne en janvier 1780, confirmé le 20 mars 1780,. Il est consacré à Verceil, le 23 avril 1780, par son prédécesseur, le cardinal Martiniana, qui avait été promu à l'évêché de cette ville, avec comme co-consécrateurs Giuseppe Ottavio Hercule Pochettini di Serravalle et Giuseppe Maria Langosco-Stroppiana,. Il reçoit également le titre de prince d'Aiguebelle. Charles-Joseph Compans de Brichanteau prend possession de son diocèse au mois de juin.
Ch. Rostaing (1955) résume son épiscopat il « fit ériger un nouvel orgue, celui qui existe encore, mais amélioré. Edita un nouveau catéchisme et organisa dans les paroisses l'œuvre des catéchistes volontaires. Orateur zélé, donnait lui-même des missions avec l'aide de curés volontaires ». Musicien, comme il a été dit précédemment, il fait réaliser « à ses frais un orgue, [placé] à l'entrée du chœur du Chapitre », présent encore en 1955.
Le 22 septembre 1792, lors de l'entrée en guerre des troupes révolutionnaires françaises dans le duché de Savoie, il quitte son diocèse deux jours plus tard et se réfugie en Piémont, à Turin, capitale du royaume. Il se démet du siège de Maurienne, sans que la date ne soit connue.
Il est nommé le 20 juillet 1796 évêque d'Acqui,. Charles-Joseph Compans de Brichanteau meurt quelques mois plus tard, des suites d'une maladie, le 26 août (Angley) ou le 25 août 1796 à Graglia (Graie), près de Biella (Bielle) (Piémont),.
Giacinto della Torre est confirmé sur le siège d'Acqui, en juillet 1797. Le successeur sur le siège de Maurienne, restauré en 1802, sera le français René des Monstiers de Mérinville.

## Héraldique
Son blason porte « d'azur, à sept besants d'argent ».